# Anelito Barontini
Anelito Barontini (Castagneto Carducci, 21 aprile 1912 – Sarzana, 11 maggio 1983) è stato un politico e partigiano italiano.

## Biografia
Nel 1931 entra nel Partito Comunista d'Italia assumendo responsabilità a livello provinciale e poi regionale. Nel giugno del 1937 viene arrestato insieme a numerosi altri antifascisti e condannato presso il Tribunale speciale per la difesa dello stato a quattro anni di carcere.
Dopo la scarcerazione, avvenuta alla vigilia della guerra, tornò a fare l'operaio alla Terni e divenne parte fondamentale nell'organizzazione degli scioperi del marzo '43 e del marzo '44.
Dopo l'8 settembre è tra i primi organizzatori della Resistenza, assumendo incarichi importanti con il nome di battaglia di “Rolando”  e nell'agosto del 1944 venne nominato da C.L.N Commissario Politico della VI Zona operativa presso Genova. Nel novembre 1944 tornò ad occuparsi della Val di Magra, e a Sarzana, fu lui il sindaco della Liberazione, il 23 aprile 1945.
Nel 1946 fu eletto deputato alla Costituente, e poi alla Camera dei deputati per tre legislature ed al Senato della Repubblica dal 1963 al 1968, ricoprendo, sino al 1971, anche un incarico politico come dirigente del PCI, occupandosi dell'amministrazione finanziaria del partito, ivi compresi i rapporti economici con il PCUS.
A distanza di anni comparve il suo nome nel Dossier Mitrochin con riferimento al nome in codice Klaudio e il suo ruolo nel trasferimento di fondi dal KGB al Partito Comunista italiano.
Nel 1970 torna a Sarzana come consigliere comunale e l'anno dopo diventa sindaco succedendo a Paolino Ranieri. Ancora in vita, la città di Sarzana gli ha dedicato un complesso in cui sorge un centro sociale.